# Giro di Lombardia 1928
Il Giro di Lombardia 1928, ventiquattresima edizione della corsa, fu disputata il 3 novembre 1928, su un percorso totale di 248 km. Fu vinta dall'italiano Gaetano Belloni, giunto al traguardo con il tempo di 8h59'00", alla media di 27,606 km/h, precedendo i connazionali Allegro Grandi e Pietro Fossati.
Presero il via da Milano 85 ciclisti e 43 di essi portarono a termine la gara.

## Ordine d'arrivo (Top 10)
| Pos. | Corridore                   | Squadra                     | Tempo                       |
| ---- | --------------------------- | --------------------------- | --------------------------- |
| 1    | Gaetano Belloni             | Wolsit-Pirelli              | 8h59'00"                    |
| 2    | Allegro Grandi              | Bianchi-Pirelli             | s.t.                        |
| 3    | Pietro Fossati              | Maino-Dunlop                | s.t.                        |
| 4    | Ambrogio Beretta            | Legnano-Torpedo             | s.t.                        |
| 5    | Alessandro Catalani         | Wolsit-Pirelli              | a 1'10"                     |
| 6    | Leonida Frascarelli         | -                           | a 2'05"                     |
| 7    | Mario Bianchi               | -                           | a 6'00"                     |
| 8    | Alfonso Piccin              | Bianchi-Pirelli             | s.t.                        |
| 9    | 8 ciclisti a 11'00" ex æquo | 8 ciclisti a 11'00" ex æquo | 8 ciclisti a 11'00" ex æquo |